# عباس تبریزیان
عباس تبریزیان (زاده ۱۳۴۱، نجف)، روحانی و شیادِ طبی عراقی-ایرانی است که در حوزه علمیه نجف تحصیل کرده و درس خارج و فقه را هم تدریس می‌کند. او خود را پدر طب اسلامی نامیده و می‌گوید علم پزشکی امروز دروغ و فریب است و دستیابی به علم طب همانند فقه است و درمان بیماری‌ها را باید از قرآن و احادیث استخراج کرد. او پزشکی جدید را «پروژه نفوذِ رژیم صهیونیستی و آمریکا و استکبار جهانی» برای نابودی مسلمانان و انقلاب می‌داند. تبریزیان مبلغ «دعا درمانی» است و در همایشی در یزد گفته‌است: «هر بیماری که سوره حمد او را شفا ندهد، هرگز معالجه نخواهد شد.» او آموزه‌های طبی خودش را تنها مرجع درست پزشکی معرفی کرده و مدت‌هاست که بدون تحصیلات در زمینه پزشکی یا طب سنتی به مداوای بیماران پرداخته و دارو نیز تجویز می‌کند.
بسیاری از روحانیون منتقد وی هستند و دادگاه ویژه روحانیت در مرداد ۱۳۹۸ در نامه ای به وزارت بهداشت دستور بستن تمام مراکز فعالیت وی را صادر کرده‌است. او پس از محکومیت به سه سال حبس تعزیری در خارج از ایران به‌سر می‌برد.

## زندگی
عباس تبریزیان فرزند فاضل، در سال ۱۳۴۱، در شهر نجف به دنیا آمد. پدربزرگ او (محمدعلی) متولد تبریز بود و در دوران طفولیت به عراق مهاجرت کرد و بعدها از تجار بزرگ نجف شد.
تبریزیان در سال ۱۳۵۱ وارد حوزه علمیه نجف شد و ادبیات عرب را نزد زهیر در نجف آموخت. در سن ۱۸ سالگی به اجبار به ایران بازگشت و در ابتدا مدت کوتاهی در قم ساکن شد. سپس به دعوت عموهایش که در مشهد ساکن بودند در سال ۱۳۵۹ به مشهد نقل مکان کرد و در آنجا به ادامه تحصیل پرداخت.

## دیدگاه‌های جنجالی
- در خردادماه ۱۳۹۴ ایسنا به نقل از تبریزیان در نشستی که با دعوت نهاد رهبری در دانشگاه آزاد لرستان برگزار شد مطرح کرد که او ادعا کرده روزانه ۱۵۰ نفر مبتلای به بیماری‌های «صعب‌العلاج» را که تمام مراحل درمان از جمله شیمی‌درمانی را پشت سرگذاشته‌اند، اما به نتیجه‌ای دست نیافته‌اند را با طب اسلامی ادعایی‌اش در قم درمان می‌کند. تبریزیان مدعی است برای طب اسلامی، درمان سرطان و ام‌اس با درمان سرماخوردگی هیچ تفاوتی ندارد.[۳][۴]
- در تیرماه ۱۳۹۴ تبریزیان در همایشی در یزد گفت: زمان برگشت به طب اسلامی فرا رسیده‌است و بایستی با جایگزین کردن طب اسلامی به جای پزشکی مدرن به کمک مردم بیاییم. او اضافه کرد: هر بیماری که سوره حمد او را شفا ندهد هیچ درمانی ندارد؛ سوره حمد درمان کل بیماری‌هاست. او داروهای شیمیایی را عامل ابتلا به بسیاری از بیماری‌ها ذکر کرد و سزارین را عامل نابودی و معیوب ساختن زنان عنوان کرد.[۳][۴] او همچنین با واکسیناسیون مخالف است و می‌گوید دست صهیونیستها برای محتاج‌تر کردن بشر به دارو در کار است.[۱۳] تبریزیان درمان اسلامی را شامل دو بخش دارویی و دعایی می‌داند.
- تبریزیان مدعی شده که تروسکه دباک، متخصص همه‌گیرشناسی سرطان و رئیس دپارتمان همه‌گیرشناسی سرطان‌شناسی دانشگاه گرونینگن، سال ۱۳۹۴ در سفرش به ایران برای شرکت در یک همایش علمی، او را دیده و خواسته که به هلند برود تا تدریس کند و به دنبال تطمیع او بوده و آخر کار هم گفته‌است که «اتفاقاً من هم شوهر ندارم».[۳][۴][۱۴][۱۵][۱۶]
- عباس تبریزیان، عسل و سیاه دانه و «داروی امام کاظم و داروی جامع امام رضا و حجامت» را برای پیشگیری و درمان کرونا تجویز کرده‌است. در کانال تلگرامی او آمده‌است: «... درمان و پیشگیری سخت نیست ولی بشر سواد ندارد. علم فقط نزد اهل بیت است غربی‌ها جهل‌شان را به رخ ما نکشند.»[۷] او در کانال تلگرامی رسمی خود ۱۳ روش درمانی دیگر برای درمان کرونا معرفی کرد که یکی از موارد آن، با عنوان «موقع خواب یک پنبه آغشته به روغن بنفشه در مقعد بگذارید» جنجال زیادی در بین کاربران اینترنتی برپا کرد.[۱۷] در ۸ اسفند ۹۸ و پس از فراگیر شدن کرونا در قم، تبریزیان ادعا کرد کرونا انتقام الهی از کسانی است که او را اذیت کرده‌اند و به این خاطر خداوند قم را متلاشی کرد.[۱۸]
- در بهمن ۱۳۹۹، کانال تلگرامی تبریزیان مدعی شد که کسانی که واکسن کرونا می‌زنند به دلیل وجود میکروچیب در واکسن از سنخ انسان گونه خارج شده و ژن ایمان و نجابت را از دست می‌دهند. او همچنین مدعی شد کسانی که واکسن کرونا بزنند تمایل به همجنسگرایی پیدا می‌کنند.[۱۹][۲۰][۲۱]

## آتش زدن کتاب هاریسون
عباس تبریزیان در اوایل بهمن ۱۳۹۸ اعلام کرد که قصد دارد یکی از کتاب‌های درسی مشهور رشته پزشکی با عنوان «اصول طب داخلی هاریسون» را طی مراسمی آتش بزند. او این کتاب را «پروژه نفوذ رژیم صهیونیستی و آمریکا و استکبار جهانی» برای نابودی انقلاب می‌داند. در ۴ بهمن ۱۳۹۸ فیلمی از آتش زدن کتاب «اصول طب داخلی هاریسون» توسط عباس تبریزیان منتشر شد. انتشار این ویدئوی کوتاه، به سرعت واکنش‌های منفی گسترده‌ای را در میان مسئولان وزارت بهداشت، حوزه‌های علمیه و نیز کاربران شبکه‌های اجتماعی برانگیخت.
در پی این عمل انجمن پزشکان عمومی ایران از عباس تبریزیان شکایت کرد و محمدرضا ظفرقندی، رئیس کل سازمان نظام پزشکی ایران، خواستار برخورد قضایی با او شد.
سعید نمکی، وزیر بهداشت که با مقایسه این اقدام با اقدام‌های مخرب طالبان در افغانستان، تبریزیان را فردی «جاهل» خواند که «عده‌ای مریض نادان» هم او را تأیید می‌کنند، دیگر مقام‌های وزارت بهداشت نیز به این اقدام قرون وسطایی واکنش نشان دادند. علیرضا رئیسی، معاون وزارت بهداشت، گفت: «آنچه مایه تأسف است فقط خالی بودن دست این افراد مدعی از نقد علمی نیست، بلکه سکوت و عدم برخورد قاطع مراجع علمی، فرهنگی، دینی و قضایی در برابر چنین رفتارهایی است.» او گفت که تبریزیان با طب اسلامی «تجارتخانه‌ای» برپا کرده و شاهد تکرار این رویه بوده‌ایم؛ از دخالت جاهلانه در درمان صدها بیمار مبتلا به سرطان و بیماری‌های مزمن تا توصیه به خوردن نمک در هنگامه بسیج ملی «کنترل فشارخون» از تریبون صدا وسیما. محمدرضا قدیر، رئیس دانشگاه علوم پزشکی قم، نیز این اقدام تبریزیان را محکوم کرد و گفت که او «با بی‌سوادی از علم طب، برای خود دکان باز کرده» است.
علاوه بر خشم جامعه پزشکی ایران، حوزه علمیه قم و بخشی از روحانیون و حتی برخی از نمایندگان رهبر جمهوری اسلامی اقدام تبریزیان را محکوم کردند اما واکنش آن‌ها از صدور چند بیانیه فراتر نرفت.
پس از انتشار خبرهایی مبنی بر بازداشت عباس تبریزیان، دادستانی ویژه روحانیت اعلام کرد که این روحانی بازداشت نشده و خارج از کشور در شهر نجف عراق ساکن است.
نیروهای انتظامی و قضایی ایران نیز در برخورد با تبریزیان اهمال به‌خرج می‌دهد. در حالی که در سال ۱۳۹۶، وزارت بهداشت فعالیت عباس تبریزیان در زمینه «طب اسلامی» را غیرقانونی اعلام کرد و خواستار توقف فعالیت او و شاگردانش شد. فعالیت‌های عباس تبریزیان و افراد کمتر شناخته شده در زمینه «طب اسلامی» و فروش «دارو» هایشان همچنان ادامه دارد.
محمود عباسی، یک قاضی که خود معاونت حقوق بشر و امور بین‌الملل وزارت دادگستری را برعهده دارد، گفت: «سال‌هاست که تبریزیان به مداخله آشکار در امور پزشکی و دارویی می‌پردازد و متأسفانه مسئولان قضایی در قبال شکایات و پرونده‌های متشکله علیه وی مماشات می‌کنند، که شاید نگرانی آنان ناشی از ملبس بودن تبریزیان به لباس روحانیت باشد.» او تأکید کرد که «بدون تردید، بی‌تفاوتی جامعه و مسئولان در قبال اقدامات غیرقانونی چنین افرادی موجب گستاخی آنان شده‌است.» بر خلاف ادعای عباسی، دادگاه ویژه روحانیت در مرداد ۱۳۹۸ در نامه به وزارت بهداشت خواستار بستن تمام مراکز فعالیت تبریزیان شده بود.
در شبکه‌های اجتماعی، بحث دربارهٔ کتاب‌سوزان با هشتگ تبریزیان داغ شد و بسیاری در تقبیح این عمل، رفتار مغول‌ها و داعشی‌ها را یادآوری کردند.
دادستان دادگاه ویژه روحانیت پس از انتشار شایعاتی مبنی بر بازداشت او گفت که وی اکنون در ایران نیست و در نجف اقامت دارد.
عباس تبریزیان با انتشار حکم شعبه ۱۳۶ دادگاه کیفری ۲ مشهد اعلام کرد که با شکایت او، سه پزشک به اتهام «توهین» به او به شلاق محکوم شده‌اند.

## حکم دادگاه ویژه روحانیت برای تعطیلی فعالیت وی
به گزارش خبرگزاری قرآنی ایران (ایکنا) در مرداد ۱۳۹۸ دادگاه ویژه روحانیت در نامه‌ای خطاب به مدیرکل دفتر نظارت و اعتبار بخشی امور درمان وزارت بهداشت، خواستار پلمپ مراکز فعالیت وی در سراسر کشور گردید. همچنین او طبق حکم دادگاه، محکوم به سه سال حبس تعزیری شد، اما خبری از اجرای این حکم منتشر نشده‌است.

## نقدها
تبریزیان که از مدافعان «طب اسلامی» و از مخالفان پزشکی حرفه‌ای است با مخالفت‌های زیادی مواجه بوده‌است. نقدهای زیادی بر دخالت‌های پزشکی تبریزیان شده که همه آن نقدها هم صرفاً از طرف پزشکان و متخصصان نبوده؛ به عنوان مثال نقد سید محمدعلی ایازی مدرس حوزه علمیه خراسان که همانند کردن علم طب و فقه را مغالطه دانسته‌است. ایازی گفته فقه مستند به آیات قطعی قرآن و احادیث معتبر است و حدیث معتبری دربارهٔ تجویز دارو برای بیماری وجود ندارد.
عباس کامیابی، رئیس انجمن پزشکان عمومی ایران گفت: «بدبین کردن مردم به دانش پزشکی، حتی اگر فقط روی یک نفر تأثیر داشته باشد و او را از پیگیری درمان بازدارد، تهدید علیه سلامت جامعه به‌شمار می‌رود و مستوجب برخورد قانونی است.» او از شکایت این انجمن از عامل آتش زدن کتاب پزشکی هاریسون خبر داد.
سال ۱۳۹۶ وزارت بهداشت فعالیت او را غیرقانونی دانست و خواستار توقف فعالیت‌های او و شاگردانش شد، اما فعالیت‌های او در زمینه آموزش و تولید دارو ادامه دارد و سایت‌ها و شبکه‌های اجتماعی او همچنان فعال هستند. در این سایت‌ها داروهایی برای انواع بیماری‌ها معرفی شده و بخشی هم برای ثبت‌نام دوره‌های آموزشی برای کارآموزان وجود دارد.
سعید نمکی، وزیر بهداشت ایران آتش‌زدن کتاب پزشکی هاریسون را نشان دادن «چهره زمخت طالبانی از روحانیت» توصیف کرده‌است.
احمد مبلغی عضو خبرگان رهبری گفت این فرد حوزوی به خاطر داشتن دانش اندکی در زمینه طب متوهم شده‌است.
ابوالفضل فاتح نوشت: این نمونه ای از جهلی است که روز به روز در جامعه ما گویی مقدس تر می‌شود. جهل مقدسی که در سایهٔ دور شدن از معیارهای اخلاقی و علمی در حال رونق و اگر بتواند در جستجوی مسلط شدن بر نظام هنجاری ماست به ویژه آن که متأسفانه برخی محافل و و رسانه‌های شناخته شده نیز به این جهل دامن می‌زنند.
تبریزیان به مخالفینش گفته همان داروهای شیمیایی را بخورند، چرا که به گفته او، با خوردن آن داروها زودتر نابود می‌شوند.